# 玉井希絵
玉井 希絵（たまい きえ、1992年10月24日 - ）は、日本の女子ラグビーユニオン選手。パソナ社員。

## プロフィール
- 三重県松阪市出身[1]。
- ポジションはロック(LO)。
- 身長 168cm、体重 76kg
- 女子日本代表キャップは16。（2022年11月現在）

## 略歴
小中高はバスケットをやっていて高校3年生の時、ラグビー部監督にラグビー協会のトライアウトに誘われて合格。ラグビーを始めた。
2011年、松阪高校卒業後、関西学院大学に入る。体育会ラグビー部に所属し、100名以上の男子部員に女子選手1人の環境で練習に励む。
関西学院大学卒業後、中学校英語教諭として働きながら女子ラグビーチーム三重パールズに入る。民間企業を経て、2019年にパソナ入社。
2019年7月13日に行われた女子オーストラリア遠征女子オーストラリア代表戦にて先発出場で女子日本代表初キャップを獲得した。
2022年、ラグビーワールドカップ2021の女子日本代表に選ばれた。
2023年、「パソナグループ グローバルアスリート社員」としてイーリング・トレイルファインダーズ・ウーマンに加入。